# 박경양
박경양(朴慶陽, 1864년 양력 8월 6일 ~ 1916년 양력 5월 22일)은 대한제국의 관료 출신으로 일제 강점기에 조선총독부 중추원 찬의를 지냈다. 본관은 반남이다.

## 생애
본적지는 경성부이다. 1891년 문과에 급제하여 홍문관에서 관료 생활을 시작했다. 이후 외부와 법부에서 관리로 일했으며 평리원 판사를 지내기도 했다. 1906년에는 대한자강회의 회원을 지냈다.
대한제국 중추원 찬의로 있다가 1910년 한일 병합 조약을 맞았다. 한일 병합으로 중추원이 개편되어 조선총독부의 자문기관이 된 뒤 총독부에 의해 중추원 찬의에 임명되었고, 1912년에는 일본 정부로부터 한국병합기념장을 받았다. 중추원 찬의 재직 중 별세했다.
2002년 민족정기를 세우는 국회의원모임이 발표한 친일파 708인 명단, 2008년 민족문제연구소에서 친일인명사전에 수록하기 위해 정리한 친일인명사전 수록예정자 명단, 2006년 친일반민족행위진상규명위원회가 조사 발표한 친일반민족행위 106인 명단에 모두 포함되었다.

## 같이 보기
- 조선총독부 중추원

## 참고자료
- 친일반민족행위진상규명위원회 (2006년 12월). 〈박경양〉 (PDF). 《2006년도 조사보고서 II - 친일반민족행위결정이유서》. 서울. 340~343쪽쪽. 발간등록번호 11-1560010-0000002-10. 2007년 10월 8일에 원본 문서 (PDF)에서 보존된 문서. 2007년 6월 22일에 확인함.